# Новопавловка (Покровский район)
Новопа́вловка (укр. Новопавлівка) — село на Украине, находится в Покровском районе Донецкой области.
Код КОАТУУ — 1422782806. Население по переписи 2001 года составляет 464 человека. Телефонный код — 623.

## Адрес местного совета
85362, Донецкая область, Покровский р-н, с.Лысовка, ул.Ленина, 68, тел. 5-38-7-48